# Ingvar Walterström
Nils Ingvar Astor Walterström, född 26 mars 1920 i Örebro, död 31 juli 1988 i Ljungbyhed, var en svensk målare, dekoratör och bokhandlare.
Han var son till elinstallatören Nils Walterström och Valborg Edit Linnea Askling och från 1945 gift med Elsy Signe Erika Johnsson. Efter att Walterström utexaminerats från Köpmannainstitutet i Stockholm arbetade han som dekoratör från 1936 och som chefsdekoratör 1945–1949 och därefter som medhjälpare i en bokhandel. Walterström studerade konst vid Berggrens målarskola 1940 och periodvis vid Skånska målarskolan 1953–1962 samt genom självstudier under resor till  bland annat Tyskland, Nederländerna, Frankrike och Belgien. Han medverkade i Helsingborgs konstförenings utställningar på Vikingsbergs konstmuseum och Kulla konst i Höganäs. Hans konst var till en början realistiska stadsbilder och landskapsskildringar utförda i olja eller akvarell men från mitten av 1960-talet övergick han till ett nonfigurativt måleri. Walterström är representerad vid Malmö kommuns skolförvaltning.  